# Moitessieria locardi
Moitessieria locardi é uma espécie de gastrópode  da família Hydrobiidae.
É endémica de França.